# 998 Bodea
998 Bodea è un asteroide della fascia principale del diametro medio di circa 38,16 km. Scoperto nel 1923, presenta un'orbita caratterizzata da un semiasse maggiore pari a 3,1249959 UA e da un'eccentricità di 0,2081498, inclinata di 15,47679° rispetto all'eclittica.
Il suo nome è in onore dell'astronomo tedesco Johann Elert Bode.